# Арбатов Ілля Ілліч
Ілля́ Іллі́ч Арба́тов (справжнє прізвище — Ягубя́н; 6 (18) березня 1894, Загатала, Азербайджан — 29 вересня 1967, Тбілісі) — вірменський артист, балетмейстер, художник. Народний артист Вірменської РСР (1967).

## Життєпис
1921 — закінчив балетну студію в Тбіліському театрі опери та балету (педагог М. І. Періні), а також навчався у відомого російського балетмейстера Михайла Мордкіна.
З 1913 — танцюрист, з 1916 — балетмейстер.
З 1921 року працював в театрах Батумі, Ростова-на-Дону.
1927—1932 (з перервами) — соліст і головний балетмейстер Грузинського театру ім. Паліашвілі.
1928—1940 — соліст і головний балетмейстер Театру імені Алішера Навої (поставив «Шехеразаду» (1929); «Саламбо» Арендса (1932), «Арлекінаду» (1933), національний узбецький балет «Гуляндом» Є. Г. Брусиловського (1940) та ін.
З 1929 року працював у театрах Уфи, Казані, Баку, Харкова.
Харківська вистава за балетом «Бахчисарайський фонтан» Б. Асаф'єва в постановці балетмейстера І. Арбатов «захоплювала пристрасністю, експресивною напруженістю танцю». Також в Харкові він здійснив ще дві цікаві постановки одноактних балетів — «Арлекінади» Р. Дріго та «Єгипетських ночей» А. Аренського.
1938—1958 (з перервами) — соліст і головний балетмейстер Вірменського театру опери та балету імені О. А. Спендіарова.
Поставив перший національний вірменський балет «Щастя» Арама Хачатуряна, а також: «Бахчисарайський фонтан» (обидва — 1939); «Хандут» Спендіарова (1945), «Мідний вершник» (1949), «Лікар Айболить» (1949); «Севан» Єгіазаряна (1956), «Мармара» Оганесяна (1957, з З. Мурадяном).
Автор сценарію балетів «Севан» (з В. Вартаняном), «Мармара» (спільно з О. Гукасяном).
Автор декораційного оформлення «Лебединого озера», «Червоного маку», «Арлекінади», «Бахчисарайського фонтану», «Саламбо», «Шехеразади», «Лікаря Айболить» та ін.
Постановник танців в народних хореографічних ансамблях Грузії, Вірменії, Азербайджану, Північної Осетії.
У різні роки викладав в Московському і Ленінградському хореографічних училищах.
1942—1967 (з перервами) — балетмейстер танцювального ансамблю Закавказького військового округу.
Автор статей про хореографічному мистецтві.

## Партії
- Гірей; Лі Шанфу («Червоний мак»)
- Петро I («Мідний вершник»)
- Лікар («Лікар Айболить»)
- Габо («Щастя» Хачатуряна)
- Маго («Севан» Єгіазаряна)

## Твори
- Особенности постановки балета, в кн.: Государственный театр оперы и балета Армении им. А. А. Спендиарова, [сб.], М., 1939(рос.)